# E76
La ruta europea E76 és una carretera que forma part de la Xarxa de carreteres europees. Comença a Migliarino (Itàlia) i finalitza a Florència (Itàlia). Té una longitud de 88 km. Té una orientació d'est a oest.